# Peter Lötscher
Peter Lötscher (Bázel, 1941. február 4. – ?, 2017. október 24.) olimpiai ezüstérmes svájci párbajtőrvívó.